# 加藤成夫
SHIGEO（1962年1月15日—），藝名Shige，1993年為歐陽菲菲專屬舞群在台灣出道，1994年1月與上山博樹、有川貞臣、吉田耕介、石川浩充、元島洋、大和史子、深澤千惠等8人以TOKYO D.為名發行第一張專輯FOREVER，專業的舞技及青春活潑的形象
在台灣廣受青少年朋友的歡迎，此團體於1996年8月解散，共發行7張專輯。
回日本後繼續做舞蹈老師的工作，並參與舞台劇演出。個人特色是有一頭像馬桶蓋般的捲髮，上電視節目時會開玩笑說頭髮燙壞了，1996年初時和TOKYO D.另一位團員阿里在東京出遊時，發生車禍腦震盪，阿里則是腰部受傷。

## 演出
- 1994年 三陽機車DIO CM
- 1995年 可口可樂CM

## 專輯
- 1994年 《FOREVER》
- 1994年 《加油》
- 1995年 《我要你的愛》
- 1995年 《夏日狂想曲》
- 1995年 《瑪琍亞》
- 1996年 《天生好手》
- 1996年 《GOOD BYE》